# Clerotilia
Clerotilia es un género de escarabajos  de la familia Chrysomelidae. En 1885 Jacoby describió el género. Contiene las siguientes especies:
- Clerotilia flavomarginata (Jacoby, 1885)
- Clerotilia sichuanica Lopatin, 2002
- Clerotilia sukarnoi (Mohamedsaid, 2001)
- Clerotilia terminata (Chen, 1942)
- Clerotilia unicolor (Samoderzhenkov, 1988)